# Список рек Оклахомы
Основная статья — Список рек США.

## Список рек
- Айленд-Байу[англ.]
- Арканзас
- Бак-Крик (приток Кайамиши)
- Барон Форк[англ.]
- Берд-Крик[англ.]
- Бивер[англ.]
- Блэк-Бэр-Крик[англ.]
- Блу-Ривер
- Буффало-Крик[англ.]
- Вердигрис
- Гловер[англ.]
- Гранд-Ривер[англ.]
- Джеймс-Форк[англ.]
- Дип-Форк[англ.]
- Иллинойс[англ.]
- Канейдиан-Ривер
- Кейни
- Кайамиши (река)
- Клир-Богги-Крик[англ.]
- Кэш-Крик[англ.]
- Лайтнинг-Крик[англ.]
- Литл-Ривер (приток Канейдиан-Ривера)[англ.]
- Литл-Ривер (приток Ред-Ривера)
- Мадди-Богги-Крик[англ.]
- Маунтин-Форк[англ.]
- Медисин-Лодж[англ.]
- Неошо
- Норт-Канейдиан-Ривер
- Норт-Форк-Ред[англ.]
- Пото
- Прейри-Дог-Таун-Форк-Ред[англ.]
- Ред-Ривер
- Симаррон
- Соллисо-Крик[англ.]
- Солт-Форк-Арканзас
- Солт-Форк-Ред[англ.]
- Спринг[англ.]
- Суитуотер-Крик[англ.]
- Уошито
- Форч-Малайн[англ.]
- Чикаския
- Элк-Ривер[англ.]
- Элм-Форк-Ред[англ.]